# 三線一星
三線一星。為中華民國警察職務階级之一，高階警察幹部，佩階三線一星，官等列「警正一階至警監四階」，同一般公務員薦任第九職等至簡任第十職等，相當於軍職中校或上校，上級為三線二星，下級為二線四星。

三線一星（第四序列）職務階級識別章

## 概要
經公務人員特種考試（一般）警察人員考試及格，並經中央警察大學畢業或訓練合格，依法任職。

## 主要職稱
警政署（本部）
1. 科長
2. 秘書
3. 專員

中央警察大學
- 學生總隊：大隊長
- 推廣教育中心：大隊長
- 組長

警政署所屬機關
- 國道警局：督察長、科長、主任、刑事警察大隊長、秘書
- 航警局：督察長、分局長、科長、主任、大隊長
- 港警總隊：副總隊長

刑事警察局
1. 督察長、科長、主任、大隊長、督察、秘書、技正

地方警察局（本部）
1. 直轄市警局警政監、科長、主任、督察
2. 直轄市警局專員、秘書
3. 縣市警察局副局長

地方警察局所屬機關
1. 直轄市警局分局長、大隊長

臺灣警察專科學校
1. 總隊長
2. 副總隊長、主任、秘書、教官

## 相等職級
- 內政部消防署 三線一星「警正一階至警監四階」

- 海洋委員會海巡署艦隊分署「警監四階」

中華民國內政部消防署：大隊長、技正、主任、視察、秘書、科長

中華民國海洋委員會海巡署艦隊分署：海巡隊（機動隊）隊長、艦長(一千頓以上巡防艦)、主任秘書

- 法務部矯正署 三線一星  薦任第八職等至第九職等

中華民國法務部矯正署：機關副首長（薦任第九職等）、秘書、監長

- 警視正（例：大規模警察署署長）～警視長（日本警察）
- 海洋委員會海巡署三線三星

## 有名之虛構人物
- 臺灣電視劇 天眼 (台灣電視劇) ：林光華
- 臺灣電視劇 《波麗士大人》：施一凡
- 臺灣電視劇 朋友好久不見 ：馮局長